# 왈리드 아타
왈리드 아타(아랍어: وليد عطا, Walīd ‘Aṭā, 암하라어:  ዋሊድ አታ, 1986년 8월 28일 ~ )는 에티오피아의 축구 선수이다. 현재 터키의 겐츨레르비를리이 SK에서 뛰고 있다.